# SM UC-54
SM UC-54 – niemiecki podwodny stawiacz min z okresu I wojny światowej, jedna z 64 zbudowanych jednostek typu UC II. Zwodowany 20 marca 1917 roku w stoczni Germaniawerft w Kilonii, został przyjęty do służby w Kaiserliche Marine 10 maja 1917 roku. Przebazowany na Morze Śródziemne został nominalnie wcielony w skład Kaiserliche und Königliche Kriegsmarine pod nazwą U-96, pływając w składzie Flotylli Pola (a później II Flotylli Morza Śródziemnego). W czasie służby operacyjnej okręt odbył osiem patroli bojowych, w wyniku których zatonęło 18 statków o łącznej pojemności 52 565 BRT, a trzy statki o łącznej pojemności 12 766 BRT zostały uszkodzone. SM UC-54 został samozatopiony 28 października 1918 roku nieopodal Triestu.

## Projekt i budowa
Dokonania pierwszych niemieckich podwodnych stawiaczy min typu UC I, a także zauważone niedostatki tej konstrukcji, skłoniły dowództwo Cesarskiej Marynarki Wojennej z admirałem von Tirpitzem na czele do podjęcia działań mających na celu budowę nowego, znacznie większego i doskonalszego typu okrętu podwodnego. Opracowany latem 1915 roku projekt okrętu, oznaczonego później jako typ UC II, tworzony był równolegle z projektem przybrzeżnego torpedowego okrętu podwodnego typu UB II. Głównymi zmianami w stosunku do poprzedniej serii były: instalacja wyrzutni torpedowych i działa pokładowego, zwiększenie mocy i niezawodności siłowni, oraz wzrost prędkości i zasięgu jednostki, kosztem rezygnacji z możliwości łatwego transportu kolejowego (ze względu na powiększone rozmiary).
SM UC-54 zamówiony został 12 stycznia 1916 roku jako jednostka z III serii okrętów typu UC II (numer projektu 41, nadany przez Inspektorat U-Bootów), w ramach wojennego programu rozbudowy floty . Został zbudowany w stoczni Germaniawerft w Kilonii jako jeden z sześciu okrętów III serii zamówionych w tej wytwórni. UC-54 otrzymał numer stoczniowy 270 (Werk 270)  . Stępkę okrętu położono w 1916 roku , a zwodowany został 20 marca 1917 roku .

## Dane taktyczno-techniczne
SM UC-54 był średniej wielkości przybrzeżnym okrętem podwodnym o konstrukcji dwukadłubowej. Długość całkowita wynosiła 52,7 metra, szerokość 5,22 metra i zanurzenie 3,64 metra . Wykonany ze stali kadłub sztywny miał 39,3 metra długości i 3,61 metra szerokości, a wysokość (od stępki do szczytu kiosku) wynosiła 7,46 metra . Wyporność w położeniu nawodnym wynosiła 434 tony, a w zanurzeniu 511 ton. Jednostka miała wysoki, ostry dziób przystosowany do przecinania sieci przeciwpodwodnych; do jej wnętrza prowadziły trzy luki: pierwszy przed kioskiem, drugi w kiosku, a ostatni w części rufowej, prowadzący do maszynowni . Cylindryczny kiosk miał średnicę 1,4 metra i wysokość 1,8 metra, obudowany był opływową osłoną . Okręt napędzany był na powierzchni przez dwa 6-cylindrowe, czterosuwowe silniki wysokoprężne Daimler MU256 o łącznej mocy 485 kW (660 KM), a pod wodą poruszał się dzięki dwóm silnikom elektrycznym BBC o łącznej mocy 460 kW (620 KM) . Dwa wały napędowe obracały dwie śruby wykonane z brązu manganowego (o średnicy 1,9 metra i skoku 0,9 metra) . Okręt osiągał prędkość 11,8 węzła na powierzchni i 7,2 węzła w zanurzeniu . Zasięg wynosił 9450 Mm przy prędkości 7 węzłów w położeniu nawodnym oraz 56 Mm przy prędkości 4 węzłów pod wodą . Zbiorniki mieściły 56 ton paliwa , a energia elektryczna magazynowana była w dwóch bateriach akumulatorów 26 MAS po 62 ogniwa, zlokalizowanych pod przednim i tylnym pomieszczeniem mieszkalnym załogi. Okręt miał siedem zewnętrznych zbiorników balastowych . Dopuszczalna głębokość zanurzenia wynosiła 50 metrów , a czas wykonania manewru zanurzenia 40 sekund.
Głównym uzbrojeniem okrętu było 18 min kotwicznych typu UC/200 w sześciu skośnych szybach minowych o średnicy 100 cm, usytuowanych w podwyższonej części dziobowej jeden za drugim w osi symetrii okrętu, pod kątem do tyłu (sposób stawiania – „pod siebie”). Układ ten powodował, że miny trzeba było stawiać na zaplanowanej przed rejsem głębokości, gdyż na morzu nie było do nich dostępu (co znacznie zmniejszało skuteczność okrętów). Wyposażenie uzupełniały dwie zewnętrzne wyrzutnie torped kalibru 500 mm (umiejscowione powyżej linii wodnej na dziobie, po obu stronach szybów minowych), jedna wewnętrzna wyrzutnia torped kal. 500 mm na rufie (z łącznym zapasem 7 torped) oraz umieszczone przed kioskiem działo pokładowe kal. 88 mm L/30, z zapasem amunicji wynoszącym 130 naboi . Okręt wyposażony był w dwa peryskopy Zeissa: wachtowy i bojowy oraz radiostację z podnoszonym masztem o wysokości 10 metrów. Wyposażenie uzupełniała kotwica grzybkowa o masie 272 kg .
Załoga okrętu składała się z 3 oficerów oraz 23 podoficerów i marynarzy.

## Służba

### 1917 rok
Z dniem 1 lutego 1917 roku, rozkazem szefa sztabu admiralicji niemieckiej z 12 stycznia tego roku, U-Booty należące do czterech flotylli Hochseeflotte, Flotylli Flandria i Flotylli Pola rozpoczęły nieograniczoną wojnę podwodną. 10 maja SM UC-54 został przyjęty do służby w Cesarskiej Marynarce Wojennej . Dowództwo jednostki objął kpt. mar. (niem. Kapitänleutnant) Heinrich XXXVII Prinz Reuß zu Köstritz . Po okresie szkolenia okręt otrzymał rozkaz udania się na Morze Śródziemne i podczas rejsu zatopił cztery jednostki . 4 lipca w odległości 108 Mm na północny wschód od przylądka Cape Wrath U-Boot storpedował bez ostrzeżenia zbudowany w 1907 roku uzbrojony brytyjski parowiec „Hurstside” (3149 BRT), płynący z ładunkiem węgla z Barry do Archangielska. Statek zatonął na pozycji 60°25′N 4°38′W/60,416667 -4,633333 bez strat wśród załogi  . 12 lipca u wybrzeży Portugalii okręt zatrzymał i zatopił pochodzący z 1905 roku rosyjski drewniany szkuner „Maja” (164 BRT) . Nazajutrz ten sam los spotkał zbudowany w 1894 roku portugalski drewniany szkuner „Loanda” (141 BRT), który został zatrzymany i zatopiony w wyniku ostrzału artyleryjskiego w odległości 50 Mm od Cabo da Roca . 26 lipca na postawioną przez U-Boota 12 Mm na południe od Cascais minę wszedł zbudowany w 1906 roku portugalski uzbrojony trawler „Roberto Ivens” (281 BRT). Jednostka zatonęła na pozycji 38°30′N 9°24′W/38,500000 -9,400000, a na jej pokładzie śmierć poniosło 14 załogantów .
Po dopłynięciu na Adriatyk, 28 lipca UC-54 wszedł w skład Flotylli Pola (niem. U-Flottille Pola) . Okręt nominalnie wcielono do K.u.K. Kriegsmarine pod nazwą U-96, jednak załoga pozostała niemiecka.
7 września na północ od Philippeville U-Boot uszkodził zbudowany w 1905 roku brytyjski parowiec „Myrmidon” o pojemności 4965 BRT, płynący z ładunkiem węgla z Cardiff do Aleksandrii. Na jego pokładzie śmierć poniosły dwie osoby, a sam statek został sztrandowany na pozycji 37°10′N 6°51′E/37,166667 6,850000 (później podniesiono go i naprawiono) .

### 1918 rok
Na początku 1918 roku niemieckie siły podwodne na Morzu Śródziemnym przeszły reorganizację, w wyniku której Flotylla Pola została podzielona na dwie części: I Flotylla w Poli (I U-Flottille Mittelmeer) i II Flotylla w Cattaro (II U-Flottille Mittelmeer), a UC-54 znalazł się w składzie tej drugiej . 29 stycznia u wybrzeży Tunezji okręt zatopił zbudowany w 1894 roku japoński parowiec „Tosho Maru” o pojemności 3038 BRT, płynący z Cagliari na Maltę (nikt nie zginął) . 2 lutego załoga UC-54 nieopodal Bizerty zatrzymała i zatopiła dwa włoskie żaglowce: zbudowaną w 1902 roku brygantynę ze stalowym kadłubem „Esterel” (238 BRT), przewożącą stemple z Livorno do Sfaxu oraz „Ida” (63 BRT)  . 6 lutego 30 Mm na północny wschód od Al-Watan al-Kibli UC-54 storpedował bez ostrzeżenia zbudowany w 1915 roku uzbrojony brytyjski parowiec „Glenartney” o pojemności 7263 BRT, płynący z ładunkiem drobnicy z Singapuru do Londynu (statek zatonął ze stratą dwóch członków załogi)  .
14 marca w odległości 86 Mm na północny wschód od Malty U-Boot storpedował bez ostrzeżenia i zatopił zbudowany w 1895 roku uzbrojony brytyjski parowiec „Ardandearg” (3237 BRT), transportujący drobnicę i artykuły rządowe (na pokładzie śmierć poniosły dwie osoby, w tym kapitan)  . 27 marca 30 Mm na północ od wyspy Jalita (Tunezja) okręt zatopił włoski żaglowiec „Carlo P.” o pojemności 61 BRT . 3 kwietnia w odległości 120 Mm od na północny wschód od Malty UC-54 zatopił zbudowany w 1917 roku francuski parowiec „Sylvie” (2148 BRT), płynący z Algierii na Milos .
3 maja na południe od Malty UC-54 uszkodził za pomocą torpedy zbudowany w 1911 roku brytyjski parowiec „Pancras” o pojemności 4436 BRT, płynący z Marsylii do Aleksandrii z artykułami rządowymi (na pozycji 36°32′N 11°52′E/36,533333 11,866667, zginęły dwie osoby) . 11 maja o godzinie 3:15 na południe od Pantellerii okręt zatopił zbudowany w 1910 roku francuski transportowiec wojska „Sant Anna” o pojemności 9350 BRT, płynący na trasie Marsylia – Bizerta – Saloniki. Statek, eskortowany przez dwa brytyjskie slupy, zatonął na pozycji 37°04′N 11°36′E/37,066667 11,600000, a na jego pokładzie zginęło 605 osób . Następnego dnia 16 Mm na południowy zachód od wyspy Lampedusa U-Boot storpedował bez ostrzeżenia i zatopił płynący w konwoju zbudowany w 1914 roku brytyjski parowiec „Vimeira” o pojemności 5884 BRT. Statek, transportujący węgiel i koks z Newcastle upon Tyne do Aleksandrii, zatonął bez strat w załodze na pozycji 35°23′N 12°19′E/35,383333 12,316667  . 16 maja na postawioną 6 maja u wybrzeży Algierii przez okręt podwodny minę wszedł zbudowany w 1908 roku francuski uzbrojony trawler „Marie Frederique” (245 BRT). Jednostka zatonęła na pozycji 37°02′N 7°52′E/37,033333 7,866667, a na jej pokładzie śmierć poniosło 18 załogantów .
22 maja nowym dowódcą U-Boota został mianowany por. mar. (niem. Oberleutnant zur See) Otto Loycke . 13 lipca w odległości 50 Mm od Oranu okręt zatopił zbudowany w 1891 roku portugalski parowiec „Ponta Delgada” (3381 BRT), płynący z Buenos Aires do Salerno (obyło się bez strat w ludziach) . 19 lipca w odległości 26 Mm na północny wschód od Al-Watan al-Kibli UC-54 zatopił zbudowany w 1889 roku francuski parowiec pasażerski „Australien” o pojemności 6377 BRT, płynący z Marsylii do Port Saidu (nikt nie zginął) . Tego samego dnia w Cieśninie Sycylijskiej okręt storpedował zbudowany w 1898 roku brytyjski parowiec „Polperro” (3365 BRT), przewożący drobnicę z Marsylii do Salonik. Statek został uszkodzony na pozycji 37°30′N 11°03′E/37,500000 11,050000, a na jego pokładzie śmierć poniosły trzy osoby .
4 września w odległości 40 Mm na wschód od Pantellerii U-Boot storpedował bez ostrzeżenia i zatopił uzbrojony brytyjski motorowiec „Arum” (3681 BRT), przewożący drobnicę z Cardiff na Maltę (statek zatonął bez strat w załodze na pozycji 36°50′N 12°50′E/36,833333 12,833333)  . 23 września w odległości 140 Mm na wschód od Malty ten sam los spotkał zbudowany w 1913 roku uzbrojony brytyjski parowiec „Edlington” o pojemności 3864 BRT, transportujący należące do marynarki towary z Tarentu na Maltę (na pozycji 36°42′N 16°37′E/36,700000 16,616667, nikt nie zginął)  .
W obliczu upadku Monarchii Austro-Węgierskiej, nie mogąc z powodów technicznych wypłynąć w rejs do Niemiec, 28 października 1918 roku UC-54 został samozatopiony przez własną załogę nieopodal Triestu, na pozycji 45°39′N 13°45′E/45,650000 13,750000 .

### Podsumowanie działalności bojowej
SM UC-54 odbył osiem rejsów operacyjnych, w wyniku których zatonęło 18 statków o łącznej pojemności 52 565 BRT, a trzy statki o łącznej pojemności 12 766 BRT zostały uszkodzone . Na pokładach zatopionych i uszkodzonych jednostek zginęło co najmniej 648 osób, w tym 605 na francuskim transportowcu „Sant Anna”  . Pełne zestawienie zadanych przez niego strat przedstawia poniższa tabela :
| Data             | Nazwa              | Państwo            | Tonaż       | Los jednostki |
| ---------------- | ------------------ | ------------------ | ----------- | ------------- |
| 4 lipca 1917     | „Hurstside”        | Wielka Brytania    | 3149        | zatopiony     |
| 12 lipca 1917    | „Maja”             | Republika Rosyjska | 164         | zatopiony     |
| 13 lipca 1917    | „Loanda”           | Portugalia         | 141         | zatopiony     |
| 26 lipca 1917    | „Roberto Ivens”    | Portugalia         | 281         | zatopiony     |
| 7 września 1917  | „Myrmidon”         | Wielka Brytania    | 4965        | uszkodzony    |
| 29 stycznia 1918 | „Tosho Maru”       | Japonia            | 3038        | zatopiony     |
| 2 lutego 1918    | „Esterel”          | Włochy             | 238         | zatopiony     |
| 2 lutego 1918    | „Ida”              | Włochy             | 63          | zatopiony     |
| 6 lutego 1918    | „Glenartney”       | Wielka Brytania    | 7263        | zatopiony     |
| 14 marca 1918    | „Ardandearg”       | Wielka Brytania    | 3237        | zatopiony     |
| 27 marca 1918    | „Carlo P.”         | Włochy             | 61          | zatopiony     |
| 3 kwietnia 1918  | „Sylvie”           | Francja            | 2148        | zatopiony     |
| 3 maja 1918      | „Pancras”          | Wielka Brytania    | 4436        | uszkodzony    |
| 11 maja 1918     | „Sant Anna”        | Marine nationale   | 9350        | zatopiony     |
| 12 maja 1918     | „Vimeira”          | Wielka Brytania    | 5884        | zatopiony     |
| 16 maja 1918     | „Marie Frederique” | Marine nationale   | 245         | zatopiony     |
| 13 lipca 1918    | „Ponta Delgada”    | Portugalia         | 3381        | zatopiony     |
| 19 lipca 1918    | „Australien”       | Francja            | 6377        | zatopiony     |
| 19 lipca 1918    | „Polperro”         | Wielka Brytania    | 3365        | uszkodzony    |
| 4 września 1918  | „Arum”             | Wielka Brytania    | 3681        | zatopiony     |
| 23 września 1918 | „Edlington”        | Wielka Brytania    | 3864        | zatopiony     |
| RAZEM            | RAZEM              | zatopione:         | zatopione:  | 18            |
| RAZEM            | RAZEM              | uszkodzone:        | uszkodzone: | 3             |